# ジョン・ホームズ
ジョン・カーティス・ホームズ （1944年8月8日 – 1988年3月13日） はジョン・C・ホームズ、あるいは主演したシリーズ物の映画の役名であるジョニー・ワッドとして知られている、アメリカ合衆国のポルノ男優。古今を通じて最も有名なポルノスターの1人である。1970年代から1980年代にかけて、少なくとも1本の長編、数本の短編ゲイ・ポルノを含めて2500本ものビデオ等に出演した。彼はポルノ界で最も巨大であると喧伝された、例外的に大きいペニスのためポルノ業界のみならず有名であった。但し、その正確な寸法は明らかになっていない。また、ホームズは1981年のワンダーランド殺人事件に関与したことでも有名である。彼は1988年3月13日にエイズのため死亡した。
ホームズは、1989年に「ローリング・ストーン」誌に長い記事が組まれ、1998年に長編ドキュメンタリー映画が製作された。また彼は2本のハリウッド映画『ブギーナイツ』と『ワンダーランド』の着想の源となった。
彼はAVN殿堂、Legends of Erotica、XRCO殿堂のメンバーである。またAVNは古今の50人の最も偉大なポルノスターのリストで彼を3位にランクしている。ちなみに、トム・クルーズ夫人のケイティ・ホームズは彼の親戚である。

## 前半生
オハイオ州ピッカウェイ郡アッシュヴィル (Ashville) にジョン・カーティス・エステスとして生まれたホームズだが、鉄道員であった父カール・エステスは、ホームズが3歳か4歳の時に家族を離れたため、父親の記憶はほとんどないという。数年後、ジョンの母であるメアリ（敬虔なる南部バプテスト）はエドワード・ホームズと結婚し、子供たちの姓をホームズへと変えた。エドワードはアルコール依存症患者であり、毎日泥酔した状態で帰宅した。家の中を千鳥足で歩き、子供たちの上に吐くことさえあった。メアリは後にエドワードと離婚し、子供たちとコロンバス (オハイオ州)に移転して数年間生活保護を受けて過ごした。ジョンが8歳の時、母親は3人目の夫ハロルド・ボウマンと再婚した。一家はコロンバスから近くのパタスカラ (Pataskala) に移り住んだ。ホームズの最初の妻シャロンによれば、結婚後数年するとボウマンは4人兄弟の末っ子であるジョンにしばしば暴力をふるうようになった。
ジョンが16歳のとき、暴力をふるおうとしたボウマンに対し、既に大柄なティーンエイジャーとなっていたジョンは反撃して、逆にボウマンを殴り倒し、階下に投げ飛ばした。家を飛び出し数日間路上で生活した後、ジョンは家に戻り、これ以上家にいたら自分はボウマンを殺すだろうと母親に告げた。母親の許可を求めた後、ホームズはアメリカ陸軍に入隊し、通信隊員としてドイツで3年間過ごした。除隊後ホームズはロサンゼルスに移り、戸別訪問販売、コーヒーキャンディ工場のタンク管理など、さまざまな仕事をした。看護師のシャロンに逢ったのは、救急車運転手としての割り当て仕事の期間中であった。2人は1965年8月に結婚した。

## ポルノの経歴
結婚から2年間は、ホームズと妻のシャロンは静かで何の問題もない人生を送っていた。ホームズは精肉業者の倉庫でフォークリフトドライバーとして働いた。しかし砂漠の熱気に晒される外部と、氷点下のウォークイン式冷凍室を出入りする仕事は著しい健康上の問題を引き起こし、勤務した2年間の内7～9ヵ月にわたり右肺の3ヶ所に気胸を生じた。病気療養中、ホームズはガーデナのメンズ・カードゲーム・クラブに頻繁に出かけた。ある夜トイレで彼の隣に立っていたスチール・カメラマンが、彼の途方もないペニスの寸法に気づき、ポルノに出演することを勧めた。1960年代後期、ホームズは手始めに雑誌と、時折8mmの短編映画に出演した。ポルノの仕事は妻には秘密にしていた。当時はポルノの製造販売は秘密裏に行なわれており、ビデオやDVDの大量生産、ましてやインターネットなども無い時代だったので、隠すのは簡単であった。
彼の最初の数ダースの短編の宣伝文句には、めったに名前が載っておらず、載ったとしても本名とは似ても似つかない名前が与えられた。実際、初期の「スウェディッシュ・エロティカ」シリーズの1973年のパンフレットには、ホームズの短編が5作リストされているが、顔の特徴から明らかに同一人物と判るものの、「フレッド」、「デイブ」、「ルディ」、「ビッグ・ディック」、「スタン」とバラバラな名前を付けられている。ホームズはポルノ歴の初期には、「スマット（ポルノ）のスルターン」と呼ばれていた。
『ディープ・スロート』(1972年)『グリーンドア』(1972年)『ミス・ジョーンズの背徳』(1973年) の成功により、合法性に関してはまだ激しく争われていたものの、ポルノはシック（おしゃれ）なものとなった。ホームズはこの頃ポン引きと売春斡旋で逮捕されたが、ロサンゼルス市警察の情報提供者になることによって刑期を免れた。
1973年、ホームズの名声はハードボイルドな私立探偵（"hard boiled dick" には「勃起したディック（ペニス）」と「ハードボイルドな探偵」の二重の意味が込められている）ジョニー・ワッドを主役とするポルノ・シリーズとともに高まり始めた。9作作られたシリーズは大ヒットし、ホームズが街を歩けば「ジョニー・ワッド」と声をかけられるほど、このキャラクターは彼の代名詞となった。1978年までには、ホームズはポルノ男優として1日3,000ドルも稼いでいたと言われる。しかし、この頃から勃起の維持能力に影響を及ぼし始めたほどの、ホームズのコカイン乱用が問題になっていった。

## その「すごさ」に関する議論
演技力の欠如にもかかわらず彼を有名にしたのは、彼の例外的に大きなペニスであった。ホームズの最初の妻シャロンは、彼が最初に自分自身を測った時、10インチ（25.4cm）だと言っていたことを思い出した。しかし彼の映画歴の初期において、完全に勃起した時には彼のペニスサイズは12.5から16インチ（約32cmから41cm）に及ぶと、広く喧伝された。ジョン・ホームズはかつてビデオの中で「サイズは15インチ（約38cm）だ」と主張していた。
2007年、ホームズの検死を行った検死官がホームズの平常時のペニスを「密かに」測定し、長さおよそ8.75インチ（約22.2cm）であったと報告していた事が明らかになった。この情報は、ホームズに関する新しい本に取り組んでいたジョン・ベックによって発見された、ホームズの公式検死報告書の3ページ目の裏に走り書きされたメモからもたらされた。
彼が出演すらしていない映画の宣伝材料にされるほど、ホームズの著名なペニスサイズは賞賛された。ポルノの古典『絶頂夫人 (Anyone But My Husband)』(1975年) は、「トニー・ザ・フック・ペレスは、ジョン・ホームズさえ舌を巻くほどの巨大なディック（ペニス）を持っている」をプロモーションの謳い文句とした。
彼のペニスの実際の長さを確かめようという種々のアプローチは、様々な計測結果を生み出した。あるアメリカのビデオシーンの調査はホームズのペニスが長さ10 - 11インチ（約25 - 28cm）であると結論した。ところが、彼のペニスの多くの画像を彼の身体の他の部分の推定値と比較した別の調査は8と3/4インチ（約22cm）であると結論づけた。ホームズの長年のマネージャー、ビル・アマーソンは「私は何度かジョンが自分自身を測っているのを見ましたが、13インチ半（約34cm）でしたね。」と語った。ホームズの最後の妻、ローリー・"ミスティ・ドーン"・ローズは、ジョン・ホームズ自身が10インチ（25.4cm）だと言っていたと主張している。
ベテラン・ポルノ女優ドロシア・"セカ"・パットンは「彼とセックスした人が皆同意するわけではないけど、ホームズのペニスはポルノ業界最大だったわ。」と主張している。
ホームズのペニスの実際の長さとは関係なく、彼がスクリーン上で完全に勃起していたかどうか、疑問視する声もあった。ベテランのポルノ女優アネット・ヘブンは、ドキュメンタリー映画『Wadd: The Life and Times of John C. Holmes』の中で、「よく知られる冗談ですが、ジョンが完全に勃起したならば、ディック（ペニス）が巨大すぎて、脳に血が回らず意識を失うでしょう。彼のペニスが決して硬くなかったというのは本当です。それ（スクリーン上でのセックス）は、大きくて柔らかいヘチマと行なっているようでした。」と思い出を語った。

## 多数のパートナー
ペニスサイズだけがホームズに関連した唯一の疑わしい数字ではない。1981年、彼は14,000人の女性とセックスしたと主張し始めた。この人数を実現するには、彼が主張したように、女性との初体験が16歳であったと仮定して、20年間で年に700人の異なる女性（毎日1.9人）とセックスをした計算になる。より現実的な推測（ルーク・フォード (Luke Ford) のような）では、3,000人位ではないかとしている。スクリーン上以外での性行為を考慮に入れ、ホームズが実際に少なくとも1人の女性と性行為を行なった映画の本数に基づく（1度きりの共演者が多いが、多くは1970年代に製作された映画で複数回共演している一部の女優、例えばセカ、コニー・"リトル・フレンチ・メイド"・ピーターソン、アイリーン・ウェルズ、ビクトリア・ウォーターズ、リンダ・マクダウェル、ジュリエット・"アント・ペグ"・アンダーソン、デザレー・クストー、ロンダ・ジョー・ペティなどを考えれば、更に数は軽減される。）フォードの3,000人という大まかな推定は現実的であると考えられる。
ドキュメンタリー『Wadd』でのホームズの親友、ビル・アマーソンの証言によれば、ホームズはセックスした女性の正確な数が分からなくなっていた。アマーソンによると、ホームズは彼自身について誤った公表をする際に、彼自身も何が真実か何が虚偽なのか、解らなくなるほど熱中した。『Wadd』のある時点で、アマーソンはホームズがデビュー当時、さる裕福なイギリスの社交界の名士が年に一度、彼女を24時間悦楽に浸らせてくれるようにと、ホームズをイングランドに足代込みで呼び寄せるのだと、プレスに話していたことを思い出した。晩年ホームズは、アマーソンに彼のイングランドでの（現実には決して起こらなかった筈の）冒険の思い出をしみじみと語った。

## 私生活の女性
スクリーン上、仕事上のセックスパートナーは数千人と推定されているが、私生活でホームズと親密であった女性は4 - 5人と思われる。ホームズは仕事と私生活を非常に注意深く区別しているという評判だった。
- 1965年、彼はシャロンという若い看護士と結婚[7]。この婚姻関係は1985年まで続いた。
- 1975年、超大作映画『ジャッキングポルノ/噴出 (Liquid Lips)』のセットでジュリア・セント・ヴィンセントに出会った。（映画のプロデューサーが彼女のおじであった）ホームズとヴィンセントは、1981年のワンダーランド殺人事件まで付き合っていた。ヴィンセントは、ホームズの伝記映画『Exhausted』を製作した女性である[11]。
- 1976年、彼は若い16歳のドーン・シラー[12]に出会った。彼女は1981年のワンダーランド殺人事件まで、ホームズのガールフレンドであった。1981年12月に彼女はフロリダでホームズを警察に引き渡し、彼のもとを去った。
- 1983年にホームズは、2度目の妻ローリー・ローズに出会い、1987年に結婚した。

## 麻薬とワンダーランド殺人事件
ホームズの薬物乱用はポルノの仕事に影響を及ぼし始め、仕事の確保が困難になってきたため、麻薬常用を続けるために彼は犯罪に手を染めていった。ギャングの運び屋をやり、男女双方に売春を行ない、クレジットカード詐欺や些細な窃盗を犯した。1976年に、16歳の女の子ドーン・シラーに出会い、彼女をガールフレンドにした。ホームズが落ち目になってきた時、彼は彼女とともに売春した。ドーンは、アナルセックスの女王、ミスティ・ドーンと呼ばれていたホームズの2番目の妻、ポルノ女優のローリー・ローズと混同されがちであるが、別人である。
ホームズは麻薬ディーラーでナイトクラブのオーナーのエディ・ナッシュとの緊密な関係を深めた。ナッシュはホームズに麻薬（主にコカイン）を供給した。同時に、ホームズはワンダーランド・ギャング（ロサンゼルス・ローレルキャニオンのワンダーランド・アベニューにあるテラスハウスをアジトにしていたため、こう呼ばれた）と密接に関係し、ギャングのために運び屋をしていた。麻薬絡みの窃盗のため、ホームズはギャングとトラブルになった。伝えられるところでは生命と引き換えに、ホームズはギャングのリーダーに、ナッシュと彼が隠し持つ大量の麻薬、金、宝石について話し、1981年6月29日の朝に起こった強盗事件の手引をした。
ホームズは強盗に直接参加しなかったが、ナッシュは明らかにホームズが関与していると読んだ。ホームズに関わりを認めさせた後、ナッシュはワンダーランド・ギャングに対する報復を果たしたとされる。強盗事件の2日後、1981年7月1日早朝、ギャングのメンバーのうち4人の死体が隠れ家で発見された。この事件は現在「ワンダーランド殺人事件」として知られている。ホームズは現場にいたと言われるが、直接殺害に参加したかは定かでない。
ホームズは殺人の容疑で投獄されたが、証拠不十分のため一旦放免された。彼はドーン・シラーとともに6ヵ月間逃亡したがフロリダで逮捕され、ロサンゼルスに戻された。ホームズは証言を拒否して、強盗と関連して計4人の殺人容疑で告発された。
しかし、検察側の主張には不備があった。1人の男性が単独犯で5人を殴打し、その内の殆どである4人を殺害したというのは、有り得ないことだと思われた。ホームズにとって最も不利な証拠は、犠牲者の1人が発見されたベッドの横板に残された彼の指紋であった。これは、彼が右手で死に至るほど犠牲者を武器で殴打しながら、左手で横板を掴んでいたのかもしれないことを意味した。しかし、ホームズは以前よりしばしばギャング邸に出入りしていたため、それが事件同日に残されたものかどうか、判別は不可能であった。検察官（地方検事ロン・コーエン）は、ホームズがナッシュ邸強盗事件の際、盗品の分け前が少なかったため、ワンダーランド・ギャングを裏切り、自発的な共犯者になったと申し立てた。ホームズの法廷指定弁護団のアール・ハンソンとミッチェル・エガーズは、彼が真犯人によって意志に反して、強制的に現場に連れてこられた犠牲者の1人であると弁護した。ホームズは1982年6月25日に全殺人容疑に関して無罪となった。ホームズは裁判の間、証人席について証言することは決してなかった。裁判後、ホームズは再度事件について当局に協力することを拒否し、法廷侮辱罪のため11月まで刑務所で過ごした。ホームズは友人や警察に「真実を語ることは何の得にもならない。もしそうすれば『自分の愛する誰かを死に追いやることになる』」と話した。ホームズは刑務所から出所したとき、別居中の妻と再会しようとしたが、彼女はホームズを拒絶した。シャロン・ホームズによると、「彼は生まれ変わって、業界から去ると言いました。私は彼が変わるすべを知らないと話しました。私が生まれて初めてファックという単語を言った瞬間だったので、よく覚えています。『Get the fuck out of my life（私の人生から出て失せやがれ）』」。シャロンは1985年にジョン・ホームズと離婚した。しかし直後のアメリカ合衆国内国歳入庁によるホームズ（と代理である彼の妻）の財産差し押さえは、ほとんど彼女を無一文にした。
ホームズはガールフレンドのドーン・シラーと再会しようとしたが、彼女はホームズに知らせず、父親とともにその後およそ7年間暮らすことになるタイに旅立っていた。彼女は1988年にホームズが死亡する数週間前までロサンザルスには戻らなかった。
ホームズが1982年11月にポルノに復帰した時には、時代は既にフィルムからビデオへ移行しつつあった。仕事はまだ豊富にあったが、あまり金にはならなかった。ホームズはもはやナンバーワンの男性スターではなかった。彼の薬物使用は続き、演技に悪影響を与えていた。勃起を維持できないことは深刻な問題であった。雇い主はより若くて魅力的でイキのいい男優を起用し始めた。

## 事業
1979年、ホームズと異父弟デイヴィッド・ボウマンは「ジャスト・ルッキング・エンポリアム」というダイアル錠サービスと骨董品の店を開いた。しかし、ホームズの薬物使用はすぐに事業を放置させることとなり、年が明ける前に同店は倒産した。
1982年の殺人公判と無罪判決の後、ホームズはマネージャーのビル・アマーソンと共同で制作会社「ペンクィン・プロダクション」を設立した。ホームズは脚本・監督・男優の3分野で優れた才能を発揮した。

## 慈善活動
その悪評と悪名にもかかわらず、ホームズは環境問題を含む慈善事業にも多くの時間を割いた。彼が鯨保護のためにキャンペーンや戸別に寄付を募る活動を行なっていたのは有名である。

## ホームズ神話
ホームズの経歴は、彼の長年にわたる一連の法外な主張によって普及した。それらの多くは真実ではなく、ホームズ自身がその場の思いつきででっち上げたものである。最も途方もないものは以下の通り：
- ホームズは、6歳の時にスウェーデン人の子守り女フリーダによって童貞を喪失した[17]。
- ホームズは幼児期を金持ちの叔母と世界中を旅することに費やした。彼女はホームズが「ヌード・モダン・ジャズ・バレエ」などのファイン・アートを学べるよう取計らった。
- ホームズのペニスは非常に大きかったため、「1ヵ月に4・5回、勃起の際にパンツのゴムが切れてしまった」ので下着を着けるのを止めなければならなかった[18]。
- ホームズは、UCLAから理学療法、医学、政治学の学位を受けている[19]。
- ホームズは、不用意にアナルセックスを実行したため2人の男性を死に至らしめてしまい、裁判で殺人の有罪判決を受け、二度とアナルセックスを行なわないよう裁判官に宣告された。
- 十代の時に、ホームズはテレビシリーズ『Leave it to Beaver』にエディー・ハスケル役で出演した(実際は俳優のケン・オズモンドによって演じられたのであるが、彼はホームズに似ていた)[20]。

## 後半生
1985年、彼は将来のガールフレンド、そして妻となるアナルセックス専門のポルノ女優ローリー・ローズ、別名ミスティ・ドーンに出会った。ローズとホームズは、映画『Marathon』のセットで対面した。ホームズの伝記作家や親友のビル・アマーソンは、ローズが「私は、お尻でそれ（ホームズのペニス）を全て受け入れたいです」とコメントしていたと証言する。実際それはスクリーン外で現実となり、ホームズとローズは付き合い始めた。
1986年2月、ホームズはHIV陽性と診断された。ホームズがいかなる経路で感染したのかは判明していないが、1983年のゲイ映画『The Private Pleasures of John C. Holmes』でホームズとアナルセックスを演じたジョーイ・イェール (Joey Yale) という男優が1986年にエイズにより亡くなっている。ローリー・ローズによると、ホームズは針を非常に恐れているため絶対に使用しないと語っていた。また後に最初の妻シャロンとビル・アマーソンがホームズは針を決して使用しなかったので、静脈注射による薬物使用からHIV感染する事は有り得ないと各々証言している。
ホームズは、1987年1月にローリー・ローズと結婚した。そして1988年3月13日にエイズによる合併症（心肺停止、エイズによる脳炎、死亡診断書によればリンパ節障害と食道カンジダ症を併発した）のため死去した。43歳であった。遺体はただちに火葬され、遺灰はオックスナード (カリフォルニア州) の沖合の海にまかれた。ローリー・ローズはローリー・ホームズを名乗り、1998年に書籍『Porn King: Autobiography of John C. Holmes』を出版した。

## 遺産
ホームズの伝説はより有名に、公的に容認されるようになった。彼の荒々しい人生を描いたドキュメンタリー『Wadd—The Life and Times of John C. Holmes』は一部でカルトな人気を博した。1997年の映画『ブギーナイツ』はジョン・ホームズの実人生とワンダーランド殺人事件を含むいくつかのエピソードに部分的に基づいている。2003年10月17日に公開された映画『ワンダーランド』はワンダーランド殺人事件を題材にしており、ヴァル・キルマーがジョン・ホームズ役で主演している。
イタリア・ミラノの著名なバンド、Elio e le Storie Teseは、1989年のデビュー・アルバム『Elio samaga hukapan kariyana turu』に収録されている、彼らの初期のヒット曲の1つ「John Holmes (A Life lived for Cinema) 」でホームズに対して敬意を払った。
死後、ホームズはポルノ業界から生涯功労賞を授与された。これはホームズが名付け親であるショーン・アマーソンが受け取った。ショーンはホームズの長年のマネージャーで、告別式には追悼演説を寄せたビル・アマーソンの息子である。
大多数のホームズの短編映画が1990年のカバレロ・コントロール社の崩壊後にパブリックドメインとなってから、残存するホームズ主演の8mm短編映画全てを見つけ出し、後世のためにDVD化しようとする困難な試みが進行中である。

## 出演作の一部
- 1976年 - 『ジャッキングポルノ/噴出 (Liquid Lips)』†
- 1976年 - 『ハード・バージン/悪女 (Tell Them Johnny Wadd Is Here)』†
- 1976年 - 『ポルノアメリカ/指を濡らす女 (Tapestry of Passion)』
- 1977年 - 『ハード・プッシュ (Eruption)』
- 1977年 - 『エンドレス・セックス (The Jade Pussycat)』†
- 1978年 - 『U.S.A.変態 (Little Orphan Dusty)』
- 1978年 - 『セックスU.S.A./挑まれた女 (China Cat)』†
- 1978年 - 『6人の女/ファイヤー・セックス (Blonde Fire)』†
- 1979年 - 『肉獣ベッド・ブレーカー (California Gigolo)』
- 1979年 - 『組織売春/セックス・ドライバー (Taxi Girls)』
- 1980年 - 『プラチナ・パラダイス2 (Insatiable)』
- 1980年 - 『いんらんパフォーマンス/咥える (Aunt Peg)』
- 1981年 - 『Aを欲しがる女 (The Little French Maid)』
- 1984年 - 『ゾーズ・ヤング・ガールズ (Those Young Girls)』
- 1985年 - 『スーパーGスポット/四次元発射 (The Grafenberg Spot)』
- 1987年 - 『女帝チチョリーナ (Carne bollente)』

†「ジョニー・ワッド」シリーズ

## 伝記
- Exhausted: John C. Holmes, the Real Story （1981年 ドキュメンタリー）
- John Holmes: A Life Measured in Inches (2008 bio by Jennifer Sugar and Jill Nelson, Bear Manor Media)
- Wadd - The Life and Times of John C. Holmes （1998年 ドキュメンタリー）
- "The Devil and John Holmes", Mike Sager執筆, Rolling Stone、1989年6月15日号。"Scary Monsters and Super Freaks" （2004年）所収.
- Porn King: Autobiography of John C. Holmes （1998年）.
- XXXL: The John Holmes Story （2000年 ドキュメンタリー）
- John Holmes: The Man, the Myth, the Legend （2004年 ドキュメンタリー）